# Kadapa
Kadapa est une ville de l'État indien de l'Andhra Pradesh. C'est la 2e plus grande ville de l'État après Visakhapatnam ainsi que le chef-lieu du district du même nom. Elle est située dans le centre-sud de l'État, à 8 km au sud du fleuve Pennar.
Anciennement nommée Cuddapah, elle a été rebaptisée Kadapa en 2005 pour refléter la prononciation locale du mot. Le nom de la ville vient du mot « Gadapa » qui signifie le seuil, ou le portail, en télougou, principale langue parlée dans la région.